# Egon Kornauth
Egon Kornauth, né le 14 mai 1891 à Olmütz et mort le 28 octobre 1959 à Vienne, est un chef d'orchestre et compositeur autrichien.

## Biographie
Egon Kornauth fait ses études à Vienne, avec Robert Fuchs, Franz Schreker et Franz Schmidt. Il reporte le Prix d'État autrichien pour sa Sonate pour alto et piano en 1912. Il étudie la musicologie avec Guido Adler à l'Université de Vienne et obtient son doctorat en 1915. En 1916, il est engagé pour fonder un orchestre à Medan et il maintient cet orchestre pendant deux saisons. Il part ensuite en tournée entre 1928 et 1929 avec le Trio de Vienne qu'il a fondé. Il reçoit le Prix musical de la Ville de Vienne en 1930. Il enseigne la théorie à la Hochschule für Musik de Vienne à partir de 1940 et est nommé professeur au Mozarteum de Salzbourg en 1945.

## Esthétique
Sa musique est marquée par une grande compétence contrapuntique, quant à ses pièces instrumentales et ses lieder, ils sont écrits dans une veine romantique.